# Pulsano
Pulsàno (Puzànu o Pusànu o in dialetto salentino) è un comune italiano di 11 101 abitanti della provincia di Taranto in Puglia.
Sebbene il centro abitato sorga nell'interno, Pulsano è un comune costiero: il territorio comunale, infatti, è bagnato dal mar Ionio e si affaccia sul golfo di Taranto con un'estensione costiera di 9 km circa. Il paesaggio è caratterizzato da viti e ulivi secolari. Il primo insediamento di popolazioni sul territorio risale all'età del bronzo ed è il più antico rinvenuto sul Golfo di Taranto. Dopo le dominazioni di greci (fece parte della Magna Grecia) e romani, il territorio conobbe l'egemonia di francesi e spagnoli, che ne hanno condizionato, come in tutto il Salento, la lingua. Per geografia, dialetto, cultura e tradizioni, Pulsano è una cittadina salentina, sebbene si trovi a poca distanza dal capoluogo di provincia, Taranto. Le principali risorse economiche sono l'agricoltura e il turismo.

## Geografia fisica

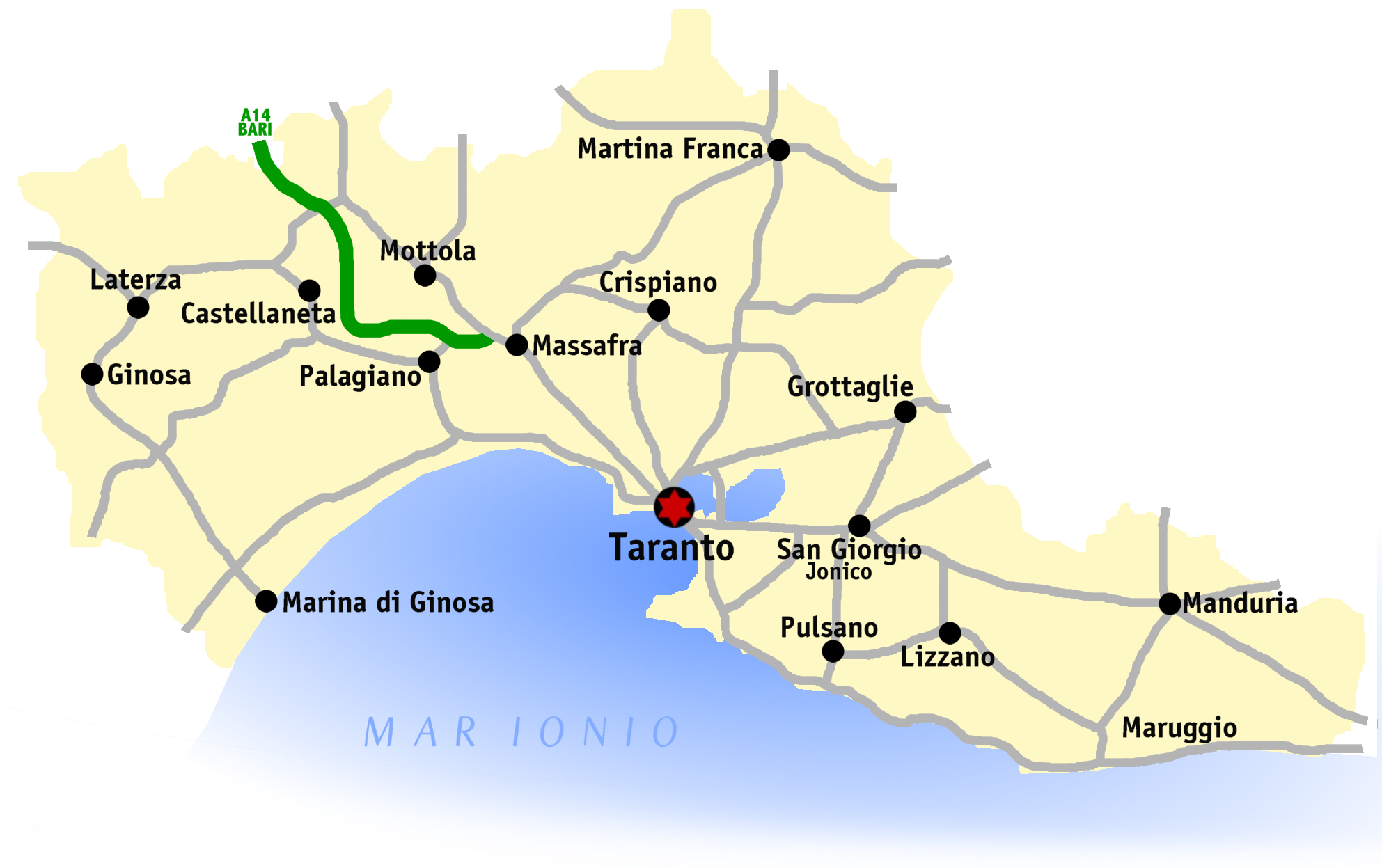
La provincia di Taranto

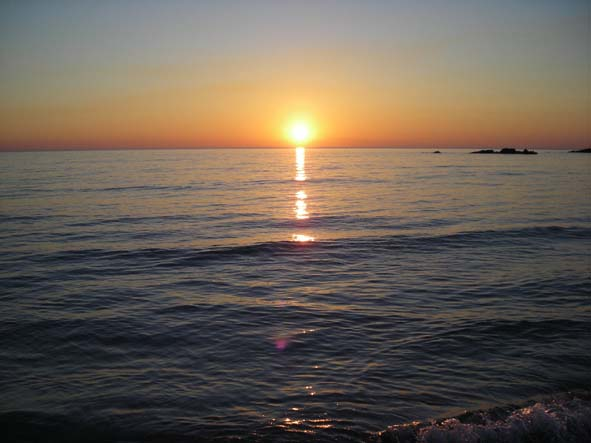
Località "Lido Silvana", Marina di Pulsano

Pulsano sorge nella parte salentina della provincia di Taranto, 20 km a sud-est dal capoluogo, in una pianura alluvionale compresa fra le Murge Tarantine, il Mar Ionio e il Tavoliere di Lecce. L'escursione altimetrica del territorio comunale è di 44 metri e il centro storico sorge ad un'altitudine di 37 metri s.l.m.. Comune costiero, sebbene il centro abitato disti circa 2 km dal mare, ha una costa frastagliata e ricca di piccole penisole (le "Sette Punte"), che formano a loro volta baie sabbiose. La marina un tempo ricca di vegetazione, dopo l'intensa urbanizzazione cui è andata incontro nel XX secolo si presenta ampiamente cementificata. Tra le aree naturali di pregio c'è la grande area boscata del "Bosco Caggione", che degrada sino a ridosso del mare. Quest'area, tuttavia, non è sopravvissuta a fenomeni urbanizzativi, avendo sofferto sin dagli anni settanta di un massiccio abusivismo di villette e seconde case, in parte sanato legalmente, che ne ha fortemente modificato il profilo naturalistico.

### Territorio

#### Confini
Il territorio comunale di Pulsano è delimitato a sud dal mar Ionio e confina a ovest e sud-ovest con Leporano, a nord-ovest con Taranto (tramite la frazione San Donato), a nord e nord-est con Faggiano e con la sua frazione San Crispieri, a est e sud-est con un'isola amministrativa del comune di Taranto (alcune zone della quale, come ad esempio i territori di Monticchio, Calapricello e Lido Checcha, sono in agro di Pulsano; altre zone sono in agro di Lizzano) che lo separa dal comune di Lizzano.

#### Spiagge
L'area della Marina di Pulsano è caratterizzata da un alternarsi di scogliere e cale sabbiose, le principali sono Luogovivo, La Fontana, Le Canne, Montedarena, Ospedale Capparone (o Villa Verde), Pezzarossa, Baia Serrone, Lido Silvana (nel cui golfo è presente un isolotto scoglioso, raggiungibile anche a nuoto, e sulla cui spiaggia sono presenti ancora, seppur in minor numero rispetto al passato, esemplari di ginepro coccolone che pongono le loro radici tra la sabbia), Terrarossa e Lido Checca (ricadente in parte nella suddetta exclave del Comune di Taranto).

#### Idrografia
Il territorio comunale è attraversato da quattro modesti corsi d'acqua di natura sorgiva a carattere temporaneo: un fiumiciattolo in località Luogovivo; un fiumiciattolo in località Le Canne; il canale Trigna (canalizzato nel tratto che attraversa il quartiere omonimo da cui sorge) che sfocia in località La Fontana; un corso d'acqua che parte dalla fonte sita sulle colline di Faggiano con sorgente alle spalle del Bosco Caggione (a 300 metri dal mare, in una zona una volta considerata come "il beneficio della Madonna dei Martiri") che, passando attraverso esso e sotto la Litoranea Salentina, sfocia presso la spiaggia di Lido Silvana, antistante il bosco stesso (la risorgiva da cui sgorga quest'ultimo corso d'acqua è nota e riportata sulle carte dell'Istituto Geografico Militare con la denominazione di "Sorgente Cannedde").

### Clima
Pulsano, tra le 18 aree climatiche omogenee pugliesi, è inserita nella zona 6 (che va da Capo San Vito a Nardò, comprendendo il versante orientale della Provincia di Taranto e parte del versante jonico della Provincia di Lecce). L'inverno è generalmente mite e piovoso ma non sono infrequenti le irruzioni di aria fredda da nord (la cosiddetta "sirratina" delle ballate locali) e da est; rarissime sono le precipitazioni nevose, praticamente assenti.
Molto calda ed afosa l'estate, con valori che spesso raggiungono, e a volte superano, i 40 gradi. Le precipitazioni in estate sono rarissime.
- Classificazione climatica: zona C

### Sismicità
- Classificazione sismica: zona 4 (sismicità molto bassa).

## Origini del nome
Vi sono numerose ipotesi circa il toponimo "Pulsano", nato probabilmente in epoca romana o medioevale. L'ipotesi più accreditata sostiene che il termine "Pulsano" deriva da “ab insigni abitantium pulsu”, cioè dal polso forte degli abitanti, o da antichi tornei di polso sano (attualmente conosciuto come "gioco del braccio di ferro") che nobili e benestanti organizzavano in varie occasioni, come Natale, Pasqua o, a volte, nei periodi di vendemmia e mietitura, tra i soldati e i cittadini più forti. Inoltre sembra che l'uso di giocare al gioco del polso sia ancora più antico: si sostiene, infatti, che quando i greci approdarono in queste zone, già dai tempi della Magna Grecia, gli abitanti locali praticavano già questo gioco che, in seguito, nei secoli, fu praticato anche dai legionari pulsanesi per combattere la noia (tuttora in estate, durante la manifestazione "Polso Sano" si svolge un torneo di braccio di ferro tra i rioni pulsanesi per mantenere viva questa tradizione). Un'altra ipotesi è che il toponimo derivi dal nome latino Publicianus (o Plautius), uno dei patrizi romani che fece di questa località la sua residenza estiva (il nome del patrizio potrebbe anche essere stato Publicius che, con il suffisso -anus, che indica appartenenza, avrebbe dato il nome di "proprietà di Publicius" a questa terra). Anche secondo un'altra congettura furono i romani a chiamare il villaggio locale "Pulsanus"; prova di ciò è la frase "militis a pulsu Pulsanus dictus ubique" che indicava un eventuale presidio a difesa della marina o di Taranto. Il nome Pulsanus deriverebbe da "pulsus" (spingere, respingere) o "puls" (polso, inteso come forza, vigore), entrambi seguiti dal suffisso "-anus" (che riguardo alle città, indica possesso e, in questo caso, "Pulsanus" indicherebbe "della respinta" o "della forza"). Ancora, bisogna dire che il nome Pulsano potrebbe derivare da Pule, la porta dell'estrema zona a nord dell'abitato pulsanese (nell'attuale piana della contrada Stigliano) dove venivano impiccati i disertori. Un'ulteriore teoria sostiene che il nome della città sia da cercare nel nome latino fulix, folaga, in quanto il luogo in cui sorge attualmente il paese un tempo era una località paludosa, abitata appunto da folaghe. Dal nome fulix è derivato, sempre con il suffisso -anus citato in precedenza, il nome fulcianus, con cui si indicava il luogo delle folaghe. Per ragioni legate al dialetto, la f di fulcianus venne trasformata in p, divenendo Pulcianus e poi, per traslazione, la località divenne Pulsanus. Infine, altri sostengono, invece, che l'attuale nome Pulsano sia nato almeno nel 1409, prima data utile in cui si ha prova dell'esistenza del termine "Puluetzanon", indicante la zona corrispondente all'attuale Pulsano. Nel 1409, infatti, le terre di Puluetzanon furono lasciate da Gemma, vedova di un funzionario bizantino di Taranto, ai nipoti. Da precisare che più volte, nei vecchi testi, Pulsano è ricordata con il nome di "Pulzano", dalla quale derivano probabilmente gli attuali termini dialettali "puzanese" e "puzanisi", per definire gli abitanti del posto.

## Storia

### Età antica
Fra il 1948 e il 1952 sull'altopiano della Castelluccia, vicino a Lido Silvana, presso il litorale di Pulsano, è stato scoperto un insediamento preistorico tra i più antichi finora messo alla luce sul golfo di Taranto, risalente al XVI secolo a.C. e collocabile nell'età del bronzo. I ritrovamenti dimostrano che gli abitanti di tale insediamento erano pescatori dediti anche all'agricoltura e avevano consolidate tradizioni culturali e religiose. Con l'arrivo di nuove popolazioni, fra l'XI e il X secolo a.C. la stessa area ospitò un nuovo insediamento, più precisamente nella limitrofa Lido Silvana, presente poi anche in epoca magno-greca e romana. Già prima che le coste della penisola italica entrassero nella sfera d'influenza delle poleis greche (conosciuta come Magna Grecia), il villaggio intratteneva rapporti commerciali con i popoli dell'Egeo come attestato dai numerosi ritrovamenti di ceramiche micenee. Il porto di Pulsano, però, non è stato mai ritrovato perché probabilmente sommerso; alcune tracce nello specchio d'acqua antistante Lido Silvana (sul lato opposto rispetto a dove è situato il villaggio protostorico), però, farebbero pensare al ritrovamento dello stesso e sono attualmente allo studio e alla base, assieme alle strutture rilevate sulla terraferma, di un progetto museale e di parco archeologico; questo permetterà di stabilire con maggiore precisione il ruolo di Pulsano e del suo porto anche nelle successive epoche magno-greca e romana. Significativa anche la produzione ceramica locale, in particolare dei dolii, una sorta di giare analoghe a quelle diffuse negli insediamenti dell'Italia meridionale del bronzo finale, che avevano decorazioni di tipo egeo, miceneo e sub-miceneo. Sempre in epoca antecedente a quella magno-greca, qui sbarcarono gli Iapigi (qui in Salento chiamati Messapi), che non occuparono Pulsano, con la quale intrattenevano alleanze e rapporti commerciali. Intensa era l'attività commerciale, che fu anche alla base di numerosi conflitti dopo l'arrivo degli spartani che riuscirono a farsi spazio sulla costa a nord di Pulsano sottraendo ai messapi prima l'altopiano di Saturo, fondando l'omonima città, e poi il territorio dove avrebbero successivamente eretto Taranto. L'alleanza tra Pulsano, Saturo e messapi (stanziati nell'entroterra, dalle parti di Manduria e Oria) si oppose per diversi anni a Taranto, alleata a sua volta con gli Iapigi del centro-nord Puglia, ovvero Peucezi e Dauni. Dopo l'iniziale sconfitta, i pulsanesi, i messapi e gli abitanti di Saturo riuscirono, dopo 30 anni di sottomissione, a costringere i tarantini ad arretrare il loro campo d'azione fino alla loro isola. Dopo numerose lotte, susseguitesi ancora negli anni, si arrivò ad un'alleanza: Pulsano fu ridimensionata (diventando probabilmente un insediamento a difesa di Taranto) ed annessa così alla Magna Grecia mentre Saturo scomparve; entrambe le località, inoltre, diventarono sede di residenze estive di nobili tarantini. Si arrivò all'alleanza in quanto incombeva sulla zona la minaccia di Roma, che comunque riuscì, successivamente, a comprenderla nella propria sfera d'influenza. Il re dell'Epiro, Pirro, si servì del porto di Pulsano per sbarcare, con le sue truppe, a difesa della zona in questo periodo. Successivamente, sulla costa sorsero numerose villae romane, alcune delle quali tuttora visibili (come quella di Lido Silvana), in quanto i Romani, come precedentemente i Greci, fecero di Pulsano località di villeggiatura, godendo del mare e del vino locale. Nella zona marina, oltre al villaggio preistorico della Castelluccia con le sue necropoli con tombe "a grotticella" (ricavate cioè in piccole grotte, nel bosco retrostante) e al successivo insediamento di epoca magno-greca e romana di Lido Silvana con annessi resti di una villa romana (o, si pensa, di una struttura portuale) e di un mosaico romano scoperto casualmente nel 1964 da turisti tedeschi, sono stati ritrovati resti di due navi (una romana e l'altra, si presume, greca) di tre ancore romane e di una necropoli di mammuth, sempre nei pressi dei predetti insediamenti. Da ricordare anche Aulonia (che, secondo alcuni ritrovamenti, sorgeva nell'attuale località Luogovivo, sulla costa pulsanese) famosa per il suo vino ma della quale, tuttora, si sa ben poco. Ancora resti sono presenti nei pressi della sorgente del Fiume Cannedde, dietro il Bosco Caggioni: le vestiglie di tale "Pulizano" (vi sono tracce di una piccola chiesa bizantina che conservava l'immagine scolpita e dipinta della Madonna di Costantinopoli, poi Madonna dei Martiri, ora custodita all'interno dell'ex Convento dei Padri Riformati di Pulsano). Infine, alcuni ritrovamenti nell'entroterra, nella zona ovest del paese, hanno attestato la presenza di un villaggio risalente alla preistoria, più precisamente al periodo del neolitico (intorno al 4000-6000 a.C.), in epoca antecedente rispetto ai suddetti villaggi sul mare.

### Medioevo

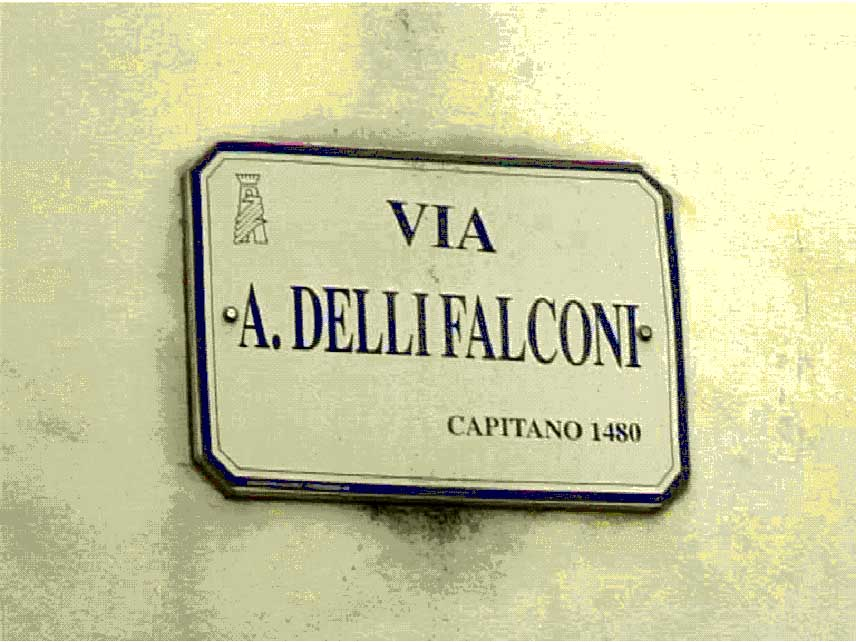
Via intitolata a Giovanni Antonio De Falconibus ad Otranto

Nell'entroterra, il castello, inizialmente formato dalla sola Torre Quadrata (o Torre Massima) che attualmente si affaccia su Piazza Castello, era adibito a tenuta di caccia. Nel 1100 la popolazione locale, probabilmente spinta dalle continue scorribande dei pirati, si spostò dalla costa verso l'interno e trovò rifugio dapprima nella zona corrispondente all'attuale rione Scorcora (ove vi sono grotte sotterranee) e poi nell'allora unica torre del castello, non visibile dalla costa.

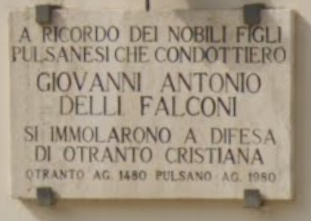
Lapide commemorativa apposta sulla facciata della Chiesa dell'Arciconfraternita del Carmine (o del Purgatorio), a ricordo dei martiri otrantini morti durante l'invasione turca dell'agosto 1480 e del prode capitano e condottiero Giovanni Antonio Delli Falconi che morì in difesa della città insieme ai suoi militi, combattendo contro gli invasori. Apposta a ricordo dei 500 anni passati dall'evento, nell'agosto del 1980.

Successivamente, il castello prese il nome di "De Falconibus" prende il nome dalla famiglia che lo ha ampliato e portato alle dimensioni attuali (a volte ricordata come "delli falconi" o "de li falcuni"). Nel 1326 Renzo De Falconibus morì durante la difesa di Pulsano da un assalto in un tratto di costa che da allora si chiama Terrarossa, in ricordo del sanguinoso evento. Nel 1480 le truppe pulsanesi, capitanate da Giovanni Antonio Delli Falconi (figlio di Marino, colui che portò il castello all'attuale stato), parteciparono alla spedizione ad Otranto per difendere il Salento dagli attacchi dei turchi. Giovanni Antonio Delli Falconi fu incaricato dal re di Napoli, assieme al tarantino Francesco Zurlo, di prendere il comando della situazione ad Otranto. Dopo aver tentato di affrontare la minaccia turca (numericamente eccessivamente superiore) e dopo aver tentato di trattare la pace, i 2 capitani decisero di chiudere la cittadinanza in città e tentare la resistenza. Dopo 2 settimane, Otranto cedette e i turchi la conquistarono. Tra i tantissimi morti vi furono anche i 40 soldati pulsanesi, compreso il rampollo De Falconibus (a cui successe suo fratello Cosimo, o "Cosma", De Falconibus; l'altro fratello, Raffaele, era ambasciatore degli aragonesi in Francia). La città fu liberata solo un anno dopo, l'8 settembre 1481, giorno in cui a Pulsano si festeggia la Madonna dei Martiri, in ricordo dei pulsanesi morti lì. Sempre nel 1481, il già gravemente malato sultano ottomano Maometto II fece recapitare, prima della sua morte, una statua della Madonna dei Martiri al castello di Pulsano in onore al gesto eroico compiuto dai pulsanesi ad Otranto; quella statua è ancora onorata e portata in processione oggigiorno assieme a quella di San Trifone durante i festeggiamenti per le festività patronali. Nel 1980 le autorità pulsanesi incontrarono quelle otrantine per ricordare i martiri di quell'epica vicenda. Ad Otranto, nel centro storico, vi è inoltre una via intestata a Giovanni Antonio Delli Falconi, di fronte ad una via intestata all'altro capitano, il tarantino Francesco Zurlo. Sul finire del XVI secolo gli spagnoli edificarono una torre di avvistamento costiera denominata "Torre Castelluccia", sull'altopiano che porta lo stesso nome. Questa torre, insieme alle altre fatte edificare dagli spagnoli in tutto il Salento, fu costruita come difesa dall'incombente rischio di invasioni saracene (anche un'altra torre era presente in territorio pulsanese, a nord della Castelluccia; tale torre risulta oggi scomparsa). Pulsano fece parte dell'Impero Bizantino (VI-XII secolo d.C.) e successivamente del Principato di Taranto all'interno del Regno di Sicilia (XII secolo - 1262) prima e del Regno di Napoli (1262-1816) poi.

### Età moderna e contemporanea

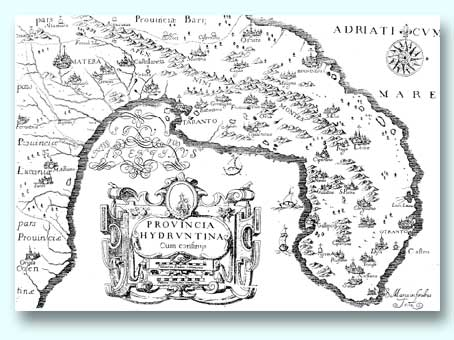
Terra d'Otranto

Nel 1647 la popolazione si rivoltò contro i Muscettola (che nel 1617 avevano acquistato i feudi di Pulsano e della contigua Leporano) per le alte imposte; questo evento è noto, nei libri di storia locale, come "rivoluzione pulsanese". L'epidemia di peste del 1656 ridusse significativamente la popolazione. I violenti terremoti del 5 agosto 1742 e del 20 febbraio 1743 furono probabilmente la causa del definitivo abbandono degli insediamenti costieri (in mare vi sono tracce di vecchie pavimentazioni). Tra il Settecento e l'Ottocento nei territori di Pulsano e Leporano si sviluppò notevolmente la cotonicoltura; in questo periodo sorsero molte norie (dette 'ngegne nel dialetto locale), strutture ancora visibili dotate di impianti di sollevamento idrico a trazione animale. Pulsano ebbe anche una propria costituzione che fu promulgata dal principe Giovanni Antonio Muscettola spinto dagli accesi ideali patriottici dei pulsanesi, dovuti ad un assetto carbonaro piuttosto consolidato nella cittadina. Giovanni Giannone, sindaco per otto volte, salvò a sue spese la cittadina dal colera, acquistando quintali di calce da spargere per tutto il paese come antisettico.
A livello statale, passò dal Regno di Napoli al Regno delle Due Sicilie (1816-1860) e, poi, al Regno d'Italia, l'attuale Repubblica Italiana (1860-oggi). Con l'eversione della feudalità nel Regno di Napoli (1806), fu istituito il comune di Pulsano, che fino al 1820 comprese anche l'abitato di Leporano.
Prima che, nel 1860, circondari e distretti fossero aboliti, Pulsano faceva parte del circondario di San Giorgio all'interno del distretto di Taranto nella Provincia di Terra d'Otranto (poi Provincia di Lecce). Nel 1923 Pulsano entrò a far parte dell'istituenda Provincia dello Jonio (dal 1951 provincia di Taranto), ricavata proprio dall'abolito distretto di Taranto.
Quando, in assemblea costituente, si stabilì per la prima volta la nascita dell'ente "regione", la Puglia e il Salento erano divise e Pulsano faceva parte di quest'ultima; poi, all'attuazione vera e propria delle regioni, la regione Salento venne annessa alla Puglia (con conseguenti tentativi, negli anni, di separazione).
Il 25 giugno 2001 un incendio ha devastato 48 ettari del Bosco Caggione di Lido Silvana, distruggendo molte abitazioni e alcuni esercizi commerciali e colpendo l'intero settore turistico della cittadina.

### Simboli
Il nuovo stemma cittadino differisce dal vecchio, di quasi tutte le caratteristiche, ad esclusione degli elementi interni allo scudo,che sono stati ridisegnati uguali al precedente. 
La corona, non più a coda di rondine, (caratteristica dei comuni ordinari) ma turrita, con 5 torri visibili, spettante ai comuni insigniti del titolo di città.
Le caratteristiche dello stemma e del gonfalone del Comune sono le seguenti:
- Lo stemma del Comune di Pulsano è costituito da uno scudo sormontato da un'aurea corona regale. Lo scudo illustra un cielo azzurro su campo verde sul quale insistono tre fiori: un gladiolo giallo, un papavero rosso a centro ed una margherita bianca. Sul papavero volteggia un'ape. Dalla parte superiore dello scudo pendono tre ciliegie.
- Il gonfalone è costituito da panno bianco ed ha la forma di un trapezio rettangolo, il lato verticale adiacente agli angoli retti è frastagliato, a greca, mentre il lato obliquo, opposto, è suddiviso in cinque parti uguali dando luogo a tre greche: due laterali ed una centrale. Al centro del gonfalone c'è lo stemma del Comune decorato ulteriormente, lungo i due laterali, da due fronde: una di ghianda e l'altra di mirtillo, legate ai piedi da un fiocco di nastro rosso. La corona è sormontata dalla scritta: Comune di Pulsano.[22]

## Monumenti e luoghi d'interesse

### Architetture religiose
- Chiesa di Santa Maria La Nova: è la chiesa madre e l'unica chiesa parrocchiale cittadina, proclamata "santuario mariano" l'11 febbraio 1948, anniversario delle apparizioni mariane a Lourdes. Nell'interno si trova infatti una riproduzione della grotta di Lourdes, realizzata nel 1933, terminata l'11 febbraio dello stesso anno, come voto del dottor Delli Ponti, che vi fu a lungo sepolto. Tuttora, l'11 febbraio è festa cittadina. La chiesa ha un alto campanile (recentemente restaurato), unico nella zona, inaugurato il 30 marzo 1980, fatto costruire dal parroco don Franco Limongelli in sostituzione del vecchio modesto campanile, allo scopo di segnalare il santuario a tutto il circondario. Nella chiesa vi sono un cappellone in onore a San Trifone (protettore del paese) e numerose statue, sistemate in nicchie sopraelevate. La chiesa di Santa Maria La Nova fu costruita a partire dal 1838 utilizzando materiali della vecchia chiesa madre di Pulsano dedicata all'Assunta. Subì due incendi: nel 1882 e nel 1959. Fu decorata, negli anni Sessanta, dal pittore tarantino Francesco Carrino. Nei pressi della chiesa si trova una necropoli sotterranea, precedente all'istituzione del cimitero comunale e ricadente nel terreno sottostante la vecchia chiesa madre, non più esistente.
- Chiesa di Santa Maria dei Martiri, annessa al convento. Costruita nel 1518, è  al martirio dei pulsanesi a Otranto nel 1480 (a Pulsano si festeggia la Madonna dei Martiri che, assieme a San Trifone, è la protettrice del paese proprio dai tempi di quell'infausto evento). La chiesa, situata sul lato sud del convento, ospita un'icona dipinta su pietra della Madonna col Bambino (Theotokos), che sormonta un altare di marmo con lo stemma della famiglia Muscettola, i feudatari locali che promossero la costruzione dell'annesso convento dei frati minori francescani. Da segnalare tre statue lignee: un Crocifisso firmato dallo scultore gallipolino Vespasiano Genuino, databile nel primo decennio del XVII secolo; un San Pasquale Baylon di Nicolantonio Brudaglio, firmato e datato 1753; un Sant'Antonio da Padova, restaurato dalla ditta Etruria nel 2014, databile a dopo il 1712, anno di fondazione del convento.
- Chiesa della Confraternita del SS. Sacramento (o dell'Oratorio), nel centro storico. È dotata di un piccolo campanile e si trova accanto al luogo dov'era situata la scomparsa chiesa madre della "Madonna del Carmine",[15] sotto il quale è una vecchia necropoli. All'interno della chiesa è custodita la statua dell'Immacolata (o Madonna dei Fiori), sotto il cui titolo è sorta la congregazione del SS. Sacramento: si tratta di un manichino vestito, scolpito in un unico blocco di legno a eccezione delle mani, smontabili per facilitare la vestizione in occasione della festa liturgica.
- Chiesa dell'Arciconfraternita del Carmine (o del Purgatorio), nel centro storico. È dotata di un piccolo campanile e vi sono conservate le statue che una volta l'anno, durante la settimana santa, danno vita a una processione di misteri. È il più antico luogo sacro pulsanese e qui vennero benedetti i martiri d'Otranto, nel 1480, prima di partire.[15] Ospita l'arciconfraternita omonima, che organizza ogni anno la festa della Madonna del Carmine (il 16 luglio) e la processione dei Misteri del Venerdì santo, composta dalle prime quattro statue (Cristo all'orto, Cristo alla colonna, Ecce Homo e La Cascata) in legno e cartapesta, opera dello scultore ostunese Giuseppe Greco (1795-1876), databili tra il 1837 e il 1839. L'arciconfraternita fu fondata nel 1687, ma già dal 1684 vi sono tracce dell'esistenza della chiesa.
- Chiesa del Santissimo Crocifisso, con annesso orto botanico, in periferia, meta di pellegrinaggio durante i venerdì di marzo da parte di fedeli che giungono a piedi dai paesi vicini. Questo avviene perché una leggenda dice che un antico ex-soldato, che aveva in custodia la chiesa, al suo ritorno da un'escursione a Martina Franca, trovò un crocifisso ligneo all'interno della chiesa. Tale crocifisso, di autore ignoto, risale al XVI secolo ed è attualmente custodito nella chiesetta, costruita nel 1840 sull'antica cappella quattrocentesca di San Nicola; nel piazzale antistante, sette croci rappresentano la Via Crucis. Vicino alla chiesa del Crocifisso ha sede il cimitero, condiviso dai comuni di Pulsano e di Leporano: fondato nel 1820, è intitolato all'ex parroco don Bruno Falloni.
- Chiesa Stella Maris, a Marina di Pulsano, presso la quale il 15 agosto di ogni anno si organizzano fuochi artificiali e una processione di barche in mare trasportanti una statua della Madonna.
- Chiesa della Madonna del Pescatore, antica cappella votiva che veniva utilizzata per celebrazioni funebri e dove avevano luogo festeggiamenti per l'arrivo della primavera; qui venivano anche istruiti all'uso delle armi i giovani carbonari.
- Chiesetta del campeggio, costruita negli anni Settanta all'interno dello storico campeggio di Lido Silvana e sopravvissuta all'incendio del 2001.
- Monumento ai Caduti della prima guerra mondiale realizzato dallo scultore leccese Luigi Guacci.
- Varie necropoli.
- Statua di San Pio, in Piazza San Pio.
- Abitazione di Don Benedetto Calati.
- Abbazia di Santa Maria di Pulsano in contrada Pulsano: si trova oggi nel comune di Monte Sant'Angelo.

### Architetture civili
- Ex Convento dei Frati minori riformati - Palazzo della Cultura - Museo Archeologico di Pulsano, risale al settecento e contiene dipinti, statue e una raccolta di pupi siciliani, che in passato davano vita, sempre in convento, a un presepe. Nella struttura, che ha forma quadrangolare e che ha l'entrata rivolta ad ovest, è presente un affresco dell'ultima cena sito nel refettorio, occupante un'intera parete e dipinto nel 1727 da Giuseppe Bianco. L'ex convento, che inizialmente era una fortezza, si sviluppa su due piani ed è dotato di un pozzo, che per anni ha servito la cittadinanza pulsanese. Una parte dello stabile, ospita le suore Stimmatine, insediatesi in paese a partire dal 1922. Dopo la recente fase di restauro è stato riconsegnato alla cittadinanza ed è interessato da diversi progetti culturali. La struttura ospita diverse manifestazioni culturali e soprattutto il Museo Archeologico di Pulsano, contenente rappresentazioni riguardanti la storia del territorio pulsanese e reperti, riguardanti l'età preistorica ed i domini di greci e romani, rinvenuti sullo stesso. Sarà ripristinata, inoltre, la funzione liturgica della chiesa e dell'adiacente sacrestia, sospese negli anni ottanta con l'avvio del restauro.
- Palazzo Giannone, residenza privata ottocentesca, appartenuta all'omonimo 8 volte sindaco, che è sede della Pro Loco di Pulsano, del SER (Servizio Emergenza Radio) e che ospitò, per un lungo periodo, la Biblioteca Comunale di Pulsano, ora sita in Municipio.
- Palazzo "Pavese".
- Palazzo "Sannino".
- Mulino Scoppetta, riconosciuto monumento nazionale con D.M. del 10 gennaio 2001,[23] ha prodotto farina e pasta dal 1879, anno in cui Francesco Scoppetta lo costruì, al 1970. Al centro di un territorio dedito all'agricoltura, fece di Pulsano, assieme ad Altamura, la capitale pugliese della molitura del grano. Il mulino, che detiene numerosi riconoscimenti, è stato riconosciuto bene archeologico dalla Sovrintendenza ai Beni Culturali poiché è l'unico e più noto esempio in Italia di mulino a cilindri che conserva ancora tutti i macchinari all'interno, e tutti in buone condizioni.[24] Nella globalità, tuttavia, l'edificio storico presenta un forte degrado, del quale si è da tempo interessato il CNR, pur nella generale abulia istituzionale locale.[25]
- Museo dell'Arte Contadina "Papale", appena fuori il rione Crocifisso, nei pressi dell'omonima cappella.
- Teatro Andrea De Marco (o "Palatrappito"), recentemente ristrutturato.
- antica noria (o 'ngegna), appena fuori il rione La Lupara.
- antiche masserie.
- frantoio (trappitu) abbandonato in alcune grotte sotterranee in rione Scorcora. In passato, vi sono state storie di morte e sangue.
- aviosuperficie di Monticchio, sede del Circolo di Aviazione Sportiva Monticchio e di un circuito ippico.

### Architetture militari

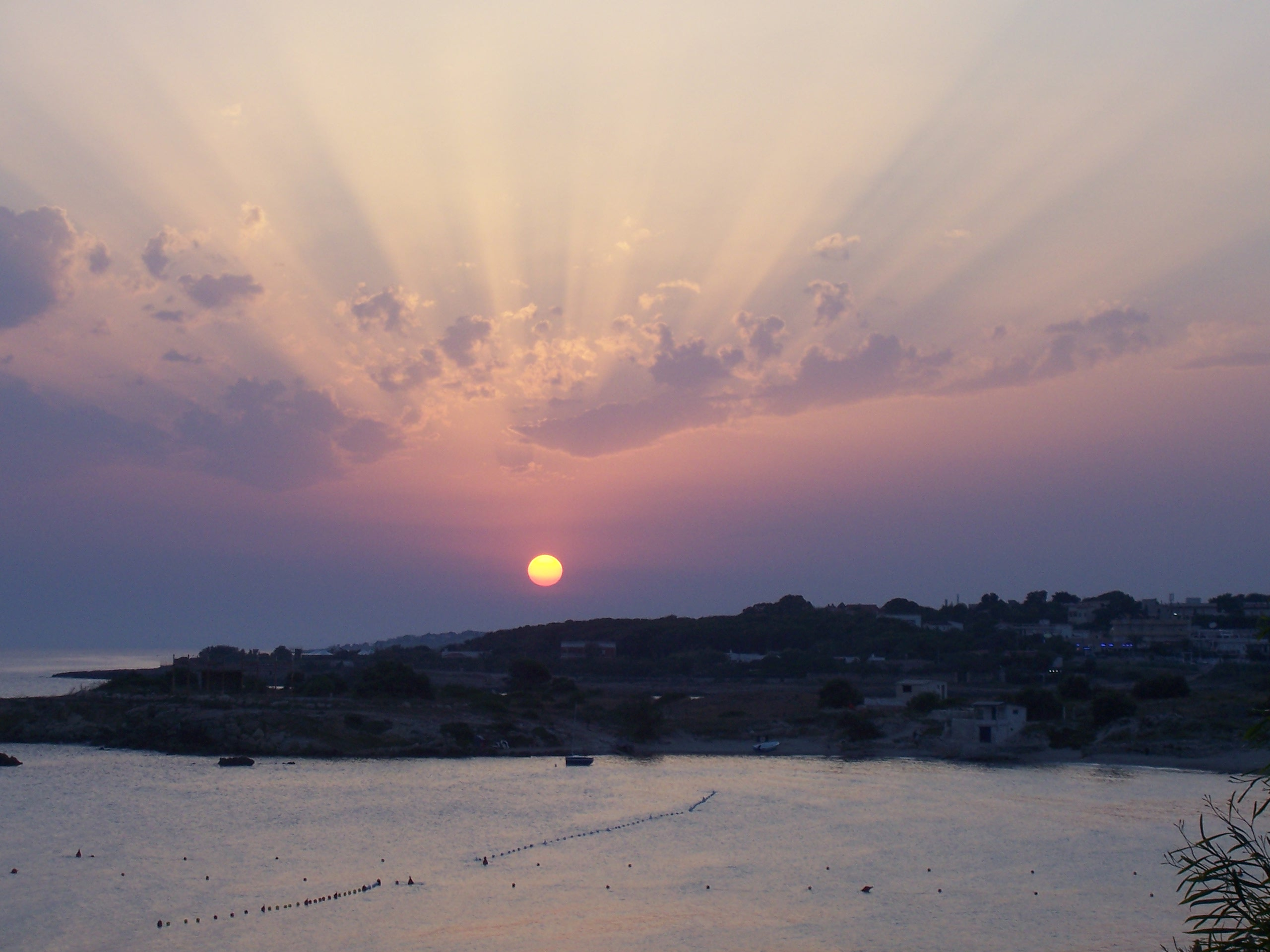
Località "Lido Silvana", Marina di Pulsano

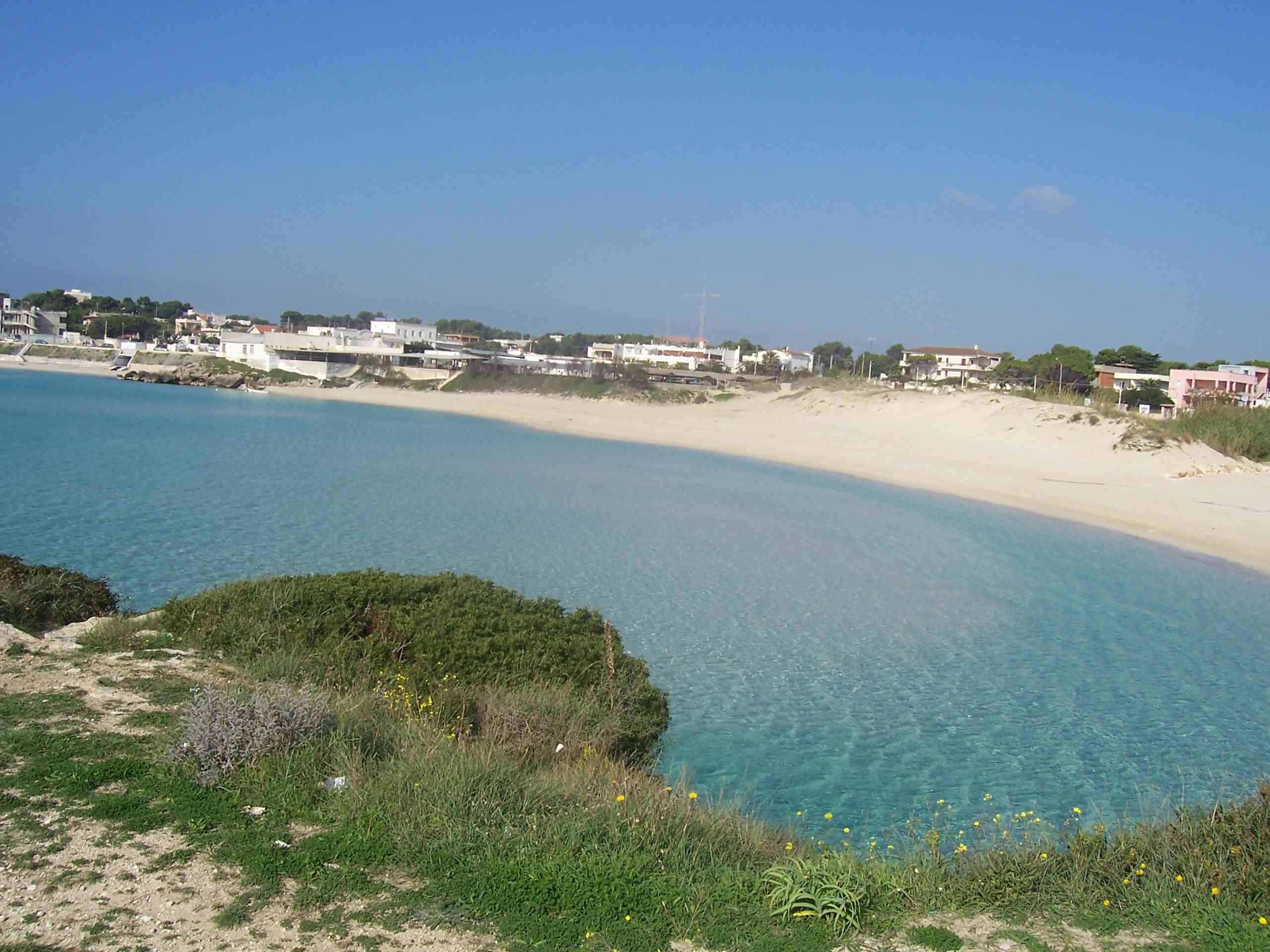
Località "Le Canne", Marina di Pulsano

#### Castello De Falconibus
- Castello De Falconibus - Museo Storico delle Tradizioni e delle Attività Umane. Situato al centro ideale del paese, si trovava nell'angolo nord-est delle antiche mura pulsanesi, con l'entrata rivolta ad ovest, sulla piazza. Si sviluppa su 3 piani e ha pianta quadrangolare e 5 torri di diverse basi e dimensioni. Il castello era inizialmente formato dalla sola Torre Quadrata (o Torre Massima) che attualmente si affaccia su Piazza Castello ed era adibito a tenuta di caccia. Nel 1100 d.C. la popolazione locale, probabilmente spinta dalle continue scorribande dei pirati, si spostò dalla costa verso l'interno e trovò rifugio nella torre, non visibile dalla costa. I De Falconibus acquistarono la torre semifatiscente e ampliarono lo stabile costruendo le altre 4 torri (tutte differenti).

#### Torri
- Torre dell'Orologio e altri resti delle mura di Pulsano. La torre, costruita sulla vecchia guardiola della Porta Maggiore iniziò a funzionare nel 1748, fu distrutta dal terremoto del 1954 e, dopo l'iniziale ricostruzione che ne rimise in sesto orologio e sistema campanario, fu ristrutturata nel 2006.
- Torre delle vecchie mura di cinta, sita tra le case di via Mulini Vecchi.
- Torre Castelluccia, torre costiera d'avvistamento antisaracena sita a Marina di Pulsano. È circondata dai resti delle abitazioni primitive del villaggio protostorico.
- vedette bunker in cemento armato realizzate lungo la costa durante le guerre mondiali.

### Aree naturali
- Bosco Caggione, formato essenzialmente da pini d' Aleppo, è situato nell'omonima contrada, presso la Marina di Pulsano, ed è un'area verde di vaste dimensioni, estesa in passato dal Mar Piccolo fino alla zona di Monacizzo e contraddistinta dalla presenza di volpi e lepri. La parte sottostante è attraversata dalla Litoranea Salentina che delimitava le due zone di un campeggio che era tra i più grandi d'Europa.[26] Tra la fine degli anni cinquanta e l'inizio dei sessanta questo doveva essere inaugurato dall'attrice Silvana Pampanini, cosa che diede alla zona il nome di Lido Silvana. Nel 2001 un incendio di veste proporzioni ha distrutto interamente l'area bassa del bosco, dov'era sito il campeggio e molte delle vecchie e nuove ville e seconde case private; la parte alta, invece, si è salvata. L'area bassa è stata tuttavia teatro di una straordinaria reviviscenza di macchia mediterranea marina, biotipo autoctono come la foresta di pini d'Aleppo ma di presenza più rara. Il bosco ospita il più vecchio insediamento preistorico rinvenuto finora nel Golfo di Taranto,[4] un insediamento successivo di epoca magno-greca e romana e Torre Castelluccia, fatta edificare dagli spagnoli nel '500 per difendere la zona dagli attacchi saraceni.
- diverse spiagge.
- grotte in località Scorcora.

### Siti archeologici
- villaggio protostorico (neolitico) (il più antico finora rinvenuto sul Golfo di Taranto, tra i più importanti della Puglia e tra i più rari dell'Italia meridionale), resti sull'altopiano della Castelluccia.
- insediamento preistorico, resti in località Angalone.
- tempio dedicato a Dioniso, resti in località Stigliano.
- due ville romane, resti in località Lido Silvana.
- strutture portuali, resti in località Lido Silvana.
- antiche mura del porto, resti in località Luogovivo.

### Altro
- vicoli del centro storico.
- cripta con graffiti di epoca bizantina, in località Monticchio.

## Società

### Evoluzione demografica
Abitanti censiti

La popolazione straniera ammonta a 193 unità.

### Lingue e dialetti

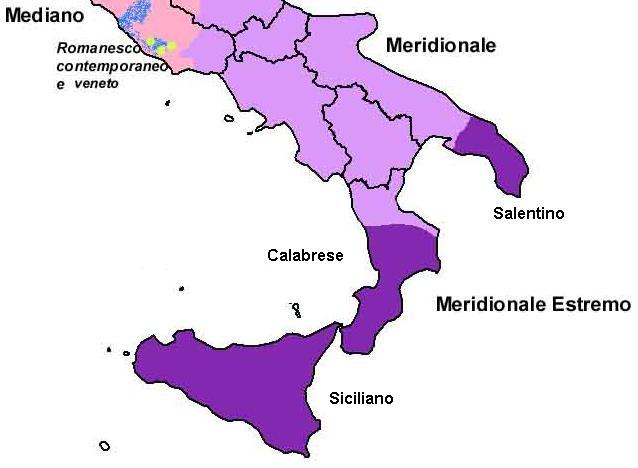
Area in cui vengono parlati i dialetti meridionali estremi, tra cui il salentino

ma si 'rinnì ti retu, alla štrascina
ti fierru e ti cimentu 'nkannatori
ka è 'cisu vosku, mari, cielu e korj.»
(Tito Lucchese, La Kaštiduzza, poesia in dialetto pulsanese)
Oltre all'italiano a Pulsano si parla il dialetto pulsanese, una variante del dialetto salentino (talvolta ritenuto una lingua vera e propria) di tipo brindisino, sensibilmente diversa rispetto al dialetto tarantino. Ciò avviene in tutti i comuni della provincia di Taranto a sud-est del capoluogo, in quanto ricadono nella sub-regione Salento, a differenza dei paesi a nord del capoluogo (e del capoluogo stesso, secondo la dottrina che ritiene discriminanti il dialetto e la cultura ai fini della determinazione dei confini salentini). È da notare in particolare che Pulsano è il centro più settentrionale sul lato ionico che conserva le -u finali, che già a Leporano sono conguagliate ad "e muta" o "scevà/schwa" per via dell'influsso del tarantino: basta infatti confrontare il modo in cui viene reso il nome del rispettivo paese, ossia Pulsanu da un lato e Lupranë dall'altro. Si presume comunque che almeno in origine i dialetti dei due centri non divergessero di molto, viste le comuni vicende storiche ed amministrative, e che Leporano abbia subito un sensibile influsso tarantino solo nell'ultimo secolo, perché maggiormente esposta alle innovazioni linguistiche irradiate dal capoluogo.
Il dialetto salentino fa parte della famiglia dei dialetti "meridionali estremi" assieme al siciliano e al calabrese parlato nella parte sud della Calabria. Da qui la differenza con i dialetti pugliesi (tra cui il tarantino), appartenenti alla famiglia dei dialetti "meridionali"; nonostante ciò, vi sono lievi influenze salentine sul tarantino che lo fanno in qualche modo distinguere dagli altri dialetti pugliesi: il tarantino è definito, infatti, "pugliese di transizione" o "apulo-salentino".

### Religione
La religione più diffusa è il cattolicesimo di rito romano. A Pulsano esistono due confraternite: quella del Purgatorio (o del Carmine), a cui è stato recentemente attribuito il titolo di "Arciconfraternita", e quella del Sacramento. Una la parrocchia ("Santa Maria la Nova", presso la chiesa madre) come una è anche la rettoria ("Stella Maris", presso l'omonima chiesa sita nella zona marina). Entrambe fanno parte della vicaria di Pulsano (comprendente i comuni di Pulsano, Leporano, Faggiano, Lizzano e Torricella). Di particolare pregio sono anche due opuscoli di argomento religioso risalenti alla fine del XVIII secolo. Il 12 maggio 2013 Papa Francesco proclama santi gli 813 Martiri di Otranto: tra loro figurano i 4 pulsanesi Giovanni Antonio Delli Falconi, Angelo Fabrizio Scardino, Giovanni Tomai e Scipione Caputo, recatesi ad Otranto nel 1480 assieme a 30 compaesani per difendere la città dall'attacco dei turchi.

## Cultura
Rinomato in molte aree del Salento è il racconto popolare de "la zita ti Pusanu".  Ne segue il detto "È 'ccappata comu la zita ti Puzanu" (è rimasta come la sposa di Pulsano), ad indicare una persona che resta di stucco per un evento fortemente agognato, ma poi svoltosi in modo completamente diverso da come se l'era aspettato.

### Biblioteche
La biblioteca comunale è intitolata a "Piero Mandrillo", figura di spicco del panorama culturale pulsanese. Fu istituita nel novembre 1958 con un patrimonio librario di circa 1 000 volumi e della raccolta delle Leggi e Decreti del Regno delle Due Sicilie e quella dello Stato Italiano. Ospitata in passato presso il Castello De Falconibus, Palazzo Giannone e l'ex sala consiliare del Municipio, oggi ha sede presso l'ex Convento dei Padri Riformati. La biblioteca dispone di circa 7 000 volumi, tra le quali un cospicuo numero di pubblicazioni dell'Ottocento e di edizioni antecedenti al 1945.
Sono inoltre presenti interessanti biblioteche presso le sedi scolastiche, e di particolare interesse è quella della Scuola Giannone, avviata subito dopo la costruzione dell'edificio negli anni '50.

### Musei
Il Museo dell'Arte Contadina "Papale", ubicato in un'ex manifattura di tabacchi alla periferia del paese contiene circa 500 pezzi. Si prevede inoltre l'istituzione di un polo museale pulsanese in quanto il Convento dei Padri Riformati (cd. "palazzo della cultura") è al centro di un progetto che vorrebbe istituire in esso un Museo Archeologico che ospiterebbe i resti rinvenuti presso gli insediamenti portati alla luce sulla costa pulsanese (dove, tra l'altro, vi è un progetto di parco archeologico). In tal senso interessante è anche una collezione privata di oltre 200 vasi di età arcaica, classica e medievale. I progetti che riguardano la rivalutazione del Mulino Scoppetta, la ripavimentazione del centro storico, l'isolamento del castello (attualmente circondato per tre quarti del suo perimetro da abitazioni) e la sistemazione dell'abitazione del monaco camaldolese Benedetto Calati contribuirebbero anch'essi alla rivalutazione storica di Pulsano.

### Media
La prima emittente radiofonica locale è stata "Radio Tele Mare (RTM) 103.100 MHz", che ha trasmesso dal 1978 al 1984, in concomitanza con le prime stazioni radiofoniche provinciali accanto alle primissime emittenti libere nazionali. Altre emittenti sono state "Radio Mare 2", "Radio TEMPO Stereo", "Radio Pulsano Centrale", "Radio Oasi Stereo Pulsano". Nell'editoria stampata, svariate iniziative si sono succedute dal secondo dopoguerra ad oggi. Tra le prime citiamo il settimanale di attualità cittadina "Blue Sky", edito negli anni '50, sino al settimanale "La Controra" degli anni novanta. Il mensile "Il Taccuino", fino al 2011, si è occupato di Pulsano. Inoltre è stato istituito il bimestrale comunale "LuogoVivo" (per il nome ci si è ispirati ad una località della Marina di Pulsano) che parlerà dell'attività dell'amministrazione comunale. Nel campo culturale, dopo una ristrutturazione di circa un decennio, alla fine del 2009 è stato riaperto il piccolo teatro "Palatrappito" (chiamato così in quanto sorge dove in passato vi era un frantoio, "trappitu" in dialetto locale). Il teatro, dopo la ristrutturazione, è stato intitolato allo storico pulsanese Andrea De Marco.
Sono stati girati a Pulsano, interamente o in parte, i seguenti film:
- Promesse da marinaio (1958)
- Mamma li turchi!! (1989)
- Sarò il tuo giudice (2001)
- Anche no (2013)
- "Spaccapietre" (2019)

Sono stati girati a Pulsano, interamente o in parte, i seguenti video musicali:
- Nitro - Pleasantville (2015)
- Negrita (con la presenza dei Sud Sound System) - Non torneranno più (2018)
- Annalisa e Federico Rossi - Movimento lento (2021)
- Francesco Monte e Lee Ryan - Work this out (2021)
- Gaudiano - Rimani (2021)
- Marco Carta - Supernova (2023)[senza fonte]

### Cucina
Durante l'estate pulsanese si tengono numerose sagre che permettono di degustare i piatti e i prodotti tipici della zona. Tra i prodotti tipici ricordiamo pasta, pesce, frutta (e in particolar modo i fichi, i fichi d India e l'uva), patate, ortaggi, formaggi (caciotte, ricotta e caciocavallo), oli e vino. Pulsano è una delle tappe lungo la Strada del Vino e la Strada dell'Olio; le due strade collegano i centri di produzione di vino e olio della parte salentina della Provincia di Taranto. Per il vino, Pulsano fa parte della Strada del vino DOC Lizzano e Primitivo di Manduria assieme, oltre ai restanti comuni salentini della provincia di Taranto, ad Erchie, Oria e Torre Santa Susanna, in Provincia di Brindisi; si producono, tra gli altri, il Primitivo e il Negroamaro. Per l'olio, qui si produce come in tutta la provincia di Lecce, come in parte di quella di Brindisi e come nella restante parte orientale della provincia di Taranto, l'olio salentino, cioè l'Olio Terra d'Otranto DOP, a differenza dei paesi della parte occidentale della provincia di Taranto (e dello stesso capoluogo) dove si produce l'Olio Terre Tarentine. Importante anche la produzione di dolciumi.

### Riti e tradizioni

#### Il tarantismo
Anche a Pulsano, così come in tutto il territorio salentino, era diffuso il fenomeno del "tarantolismo". Il tarantolismo era una pseudo-malattia che colpiva frequentemente le donne nella stagione estiva. Esse credevano di essere state punte dalla tarantola e che per guarire dovessero ballare e sudare cacciando via il veleno con il sudore. Il ballo avveniva a ritmo di danza (veniva usata la tarantella). A differenza del tarantismo leccese, nel tarantino e nel brindisino il tutto avveniva senza riferimenti religiosi ma prettamente pagani e legato all'uso di colori e particolari melodie.

#### "Lu Nfascinu"
Rito magico fatto ad amici, parenti o semplici conoscenti che alcune persone possano per amore, cattiveria o invidia "nfascinare". Chi ne viene colpito avverte un malessere fisico, dal mal di testa incessante, capogiri, vomito, pallore, spossatezza, indebolimento ecc. Per recuperare la buona salute bisogna far ricorso ad una persona (mascijàra) capace di togliere "lu nfascinu", rituale a volte lungo avvalendosi di frasi, olio, acqua, sale ed a volte forbici.

#### "Quaremma"
Sui balconi e terrazze di Pulsano come in tutto il Salento viene esposta la Quaremma  termine di derivazione francese, probabilmente dato dai soldati francesi durante la loro presenza nel Salento nel XIV secolo (dal francese Careme, tradotto in Quaresima). Fantoccio tipico del costume popolare salentino simbolo dell'inizio della Quaresima e la fine del Carnevale, raffigurante una vecchia brutta e magra, tutta vestita di nero in segno di lutto per la morte del Carnevale, nella mano destra un filo di lana con un fuso, simboli della laboriosità e del tempo che scorre e nella sinistra una arancia amara (marangia) con dentro infilate sette penne di gallina per quante sono le domeniche mancanti dalla Quaresima alla Pasqua. L'arancia amara (marangia) con il suo sapore acre rappresenta la sofferenza e sette penne una per ogni settimana di astinenza e sacrificio che precede il giorno di Pasqua togliendo una penna ad ogni scorrere di settimana. Alla fine del periodo, ormai esaurito il filo da tessere, con l'arancia amara (marangia) secca e le penne esaurite, la caremma viene rimossa dal terrazzo e appesa ad un filo su un palo, quando il suono delle campane annuncia la Resurrezione, viene bruciata e con il fuoco inizia il periodo della purificazione e della salvezza.

#### Feste religiose
Pulsano è meta religiosa anche per la sua Processione dei Misteri del venerdì Santo, organizzata dall'Arciconfraternita del Purgatorio. Il venerdì Santo di ogni anno una processione di "perduni" "nazzicanti" attraversa l'abitato per tutta la notte, portando con sé le statue raffiguranti la passione di Cristo. La processione è stata annoverata dalla regione Puglia tra quelle più rappresentative della settimana santa pugliese e, secondo antiche scritture, sarebbe più antica di quella di Taranto, in quanto risalente alla metà del 1600. Le prime quattro statue, in legno e cartapesta, con gli occhi in cristallo, furono scolpite tra il 1837 e il 1839 dello scultore ostunese Giuseppe Greco (1795-1876). La statua del Cristo morto, invece, è più antica (inizi XIX secolo) ed è opera di Giuseppe Pagano, uno scultore napoletano che decora anche il celebre cappellone barocco di San Cataldo nella cattedrale di Taranto. La festa patronale di San Trifone (il cui culto maturò a Pulsano tra il 1810 e il 1812 durante un periodo di pestilenza e con la migrazione di molte famiglie provenienti dalla zona di Alessano, dove il culto del santo era già consolidato; comunque il primo riferimento scritto circa San Trifone a Pulsano è del 1822 e, il suo culto, potrebbe essersi sviluppato anche dopo qualche invasione di insetti, in quanto in Grecia, e successivamente tra il 1400 e il 1900 anche al sud Italia, veniva tenuto molto in considerazione per la salvaguardia delle coltivazioni dalle invasioni di insetti e rettili) e della Madonna dei Martiri (eletta protettrice della città dopo la Guerra d'Otranto, che costò numerose vittime) si festeggia il 7 e l'8 settembre quando il centro del paese si anima grazie a numerose bancarelle, luminarie, complessi musicali e fuochi d'artificio. La stessa situazione si ripete l'11 febbraio per la festa della Madonna di Lourdes che attira numerosi pellegrini (festa preceduta dal culto delle "15 visite", cioè 15 giorni consecutivi di preghiere dal 27 gennaio al 10 febbraio, in ricordo dell'invito della Madonna a Santa Bernadette). Il paese festeggia la Madonna di Lourdes l'11 febbraio sia perché la prima apparizione della Madonna a Lourdes avvenne l'11 febbraio 1858, sia perché la grotta artificiale raffigurante quella di Lourdes presente nella chiesa madre (fatta costruire, per voto di fede, dal miracolato Egidio Delli Ponti al suo ritorno dalla località francese) fu inaugurata l'11 febbraio 1933 e sia perché la proclamazione della chiesa madre di Pulsano come "santuario mariano" è avvenuta l'11 febbraio 1948. Il 15 agosto, per la festa dell'Assunzione, le barche dei pescatori locali trasportano in mare la statua della Madonna lungo buona parte della marina pulsanese; passando per la località "Le Canne", terminano il percorso in località "Montedarena" dove, portata sulla spiaggia la statua, la riconducono nella chiesa "Stella Maris" situata di fronte alla predetta spiaggia, sulla Litoranea Salentina. Si festeggiano anche la Madonna del Carmine e la Madonna dei Fiori e l'Immacolata.
- Polso Sano, corteo storico medievale e competizione del gioco del polso (braccio di ferro) tra gli 8 rioni pulsanesi. La manifestazione è preceduta da sfilate in abiti medioevali con giocolieri, sbandieratori e con la presenza della Trombe Araldiche di Pulsano. La sfilata rievoca un avvenimento della storia pulsanese: nel 1407 la contessa di Lecce e principessa di Taranto Maria d'Enghien (vedova del principe di Taranto Raimondo Orsini Del Balzo, al quale matrimonio Falcone De Falconibus venne chiamato ad essere testimone[35]) e l'angioino re del Regno di Napoli Ladislao di Durazzo, neo-sposi, dopo aver trascorso la prima notte di nozze in una casa in possesso di Marino De Falconibus nella città vecchia di Taranto, raggiunsero in viaggio di nozze il feudo di Pulsano ospiti dello stesso barone Marino (segretario di Giovanni Antonio Orsini Del Balzo, figlio del defunto Raimondo e di Maria d'Enghien), soggiornarono nel castello, incontrarono qui i baroni del Salento, si divertirono con la caccia al cinghiale e passeggiarono lungo le vie cittadine assistendo, in serata, a sfide al gioco del polso tra alcuni soldati pulsanesi e i più valorosi cittadini;[15] ancora oggi, nella rievocazione storica, il re e la regina effettuano una passeggiata lungo le strade pulsanesi partendo da Piazza Castello e facendo ritorno alla stessa, dove osservano il torneo di polso sano. La manifestazione "Polso Sano", che si tiene dal 1982, ha avuto nel 2009 il grande riconoscimento di essere stato inserito nel Raduno dei Cortei Storici Medievali che si tiene, ogni anno a settembre, a Gravina in Puglia.[36]

## Geografia antropica

### Urbanistica

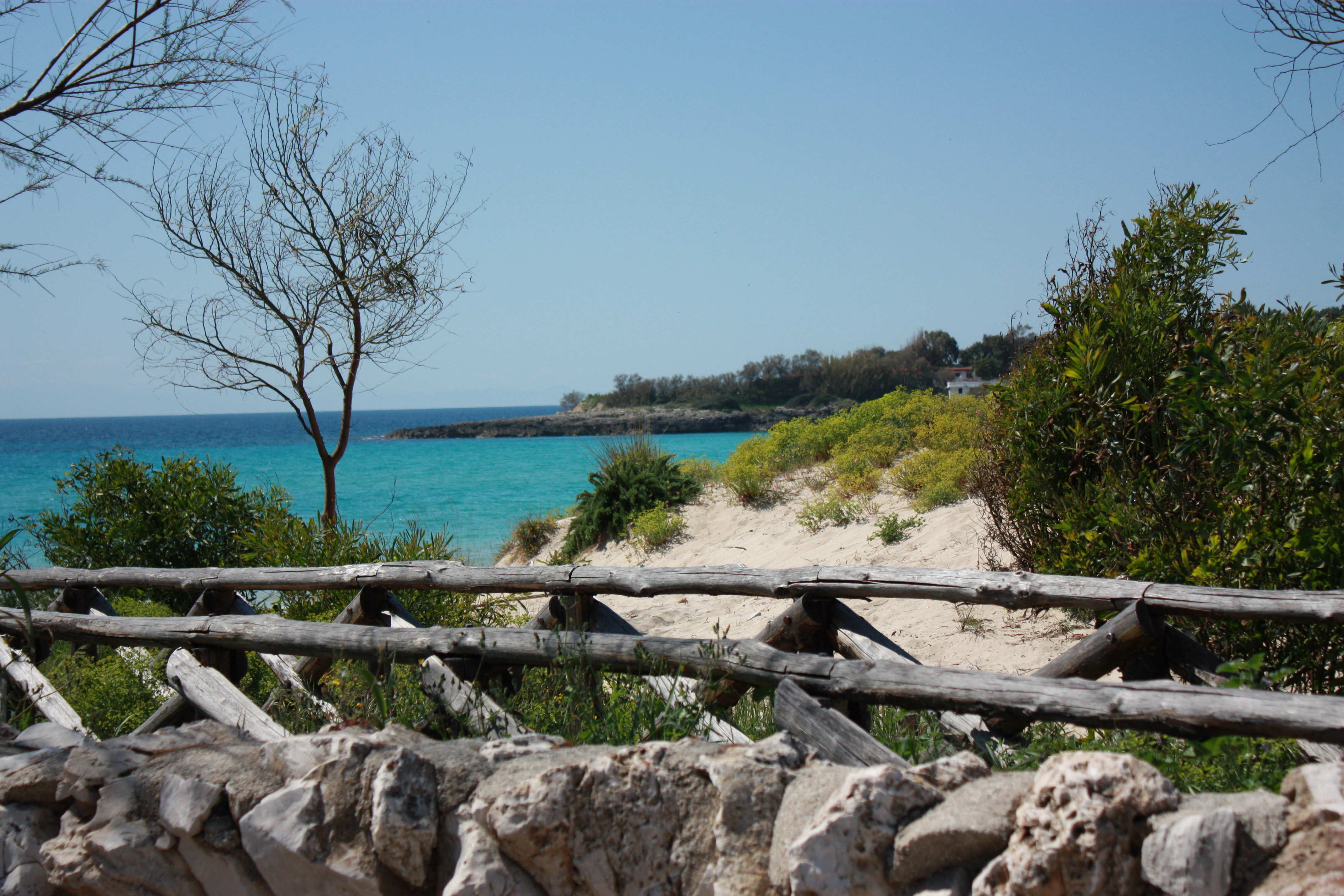
Località "Le Canne", Marina di Pulsano

Il borgo di Pulsano può essere suddiviso in tre zone dalle caratteristiche urbanistiche differenti:
- il centro storico, sviluppatosi attorno al castello, si caratterizza per i vicoli tortuosi ed è attraversato da via Costantinopoli,[37] la principale strada urbana, che si sviluppa sulla direttrice N-S estesa sino alla città di San Giorgio Jonico. Su tale via si allineano i principali monumenti del paese, a partire dalla chiesa matrice di Santa Maria La Nova che ne rappresenta la quinta iniziale. Soprattutto per questo motivo i mille metri di via Costantinopoli hanno tradizionalmente rappresentato il centro ideale del paese, la parte più antica e vivace del centro. Essa tuttavia non corrisponde più al baricentro del centro abitato, in quanto l'urbanizzazione irregolare degli anni '50-'60 (v. speculazione edilizia) e il programma di fabbricazione del 1974 hanno fatto sì che il borgo si sia sviluppato principalmente verso sud.
- un quartiere di vecchia urbanizzazione attorno al centro storico, sviluppatasi su strade ortogonali tipiche degli insediamenti ottocenteschi meridionali[38] e abitazioni basse e affiancate, in genere dotate di un piccolo orto retrostante. In questa zona ricade ormai l'attuale baricentro sociale e commerciale del paese, localizzabile all'incirca nella zona del Convento.
- l'area di recente espansione, con strade più larghe e isolati spesso regolari, quasi interamente di tipo estensivo formati da villini singoli o abbinati con giardino. Si trova nella parte meridionale dell'abitato, in direzione del mare e, a differenza delle aree centrali, risulta pressoché priva di aree pubbliche attrezzate e spazi di socializzazione funzionanti.

La frazione di Marina di Pulsano è sorta a partire dal secondo dopoguerra su un tessuto di piccoli monolocali di campagna o di case per pescatori, ancora ben visibile sulle carte topografiche dell'Istituto Geografico Militare di inizio '900. Oggi l'insediamento è stato quasi del tutto inglobato da nuovi viali e ville che costituiscono un unicum urbanistico lungo buona parte della costa pulsanese. Resti del tessuto urbanistico originario sono presenti ancora in località Montedarena, la cui organizzazione viaria ricorda infatti l'intrico del centro storico di Pulsano. Le prime ville del dopoguerra furono costruite nelle località Le Canne, Capparone e Montedarena, mentre a Monteparasco, La Fontana e Pezzarossa si trovano le costruzioni più recenti. A Lido Silvana si trovano ville più grandi e lussuose, in parte all'interno di Bosco Caggioni, nate in gran parte in maniera abusiva e poi sanate secondo i termini di legge. L'insediamento di Luogovivo sorge nella parte più occidentale della costa di Pulsano, distante dal resto dell'abitato della Marina di Pulsano, e ricade in parte anche nel territorio comunale di Leporano.

### Rioni
I rioni di Pulsano sono:
- Trigna
- Scorcora
- (La) Lupara
- (La) Cupa
- (La) Chiusa
- Crocifisso
- Convento
- Castello
- (La) Filaccia

Molti dei rioni erano soltanto delle contrade di campagna ma, a seguito dell'urbanizzazione, sono stati inclusi nel centro abitato.
La zona marina e le campagne sono suddivise in numerose contrade. Oltre alle contrade che danno o prendono il nome dalle spiagge della costa (Lido Silvana, Pezzarossa, Ospedale Capparone, Montedarena, Le Canne, La Fontana, Luogovivo ecc.), si ricordano, tra le altre, la contrada Bosco Caggione (che prende il nome dal grande bosco ivi situato), Villanova, Monteparasco, La Fosa e La Palata.

## Economia

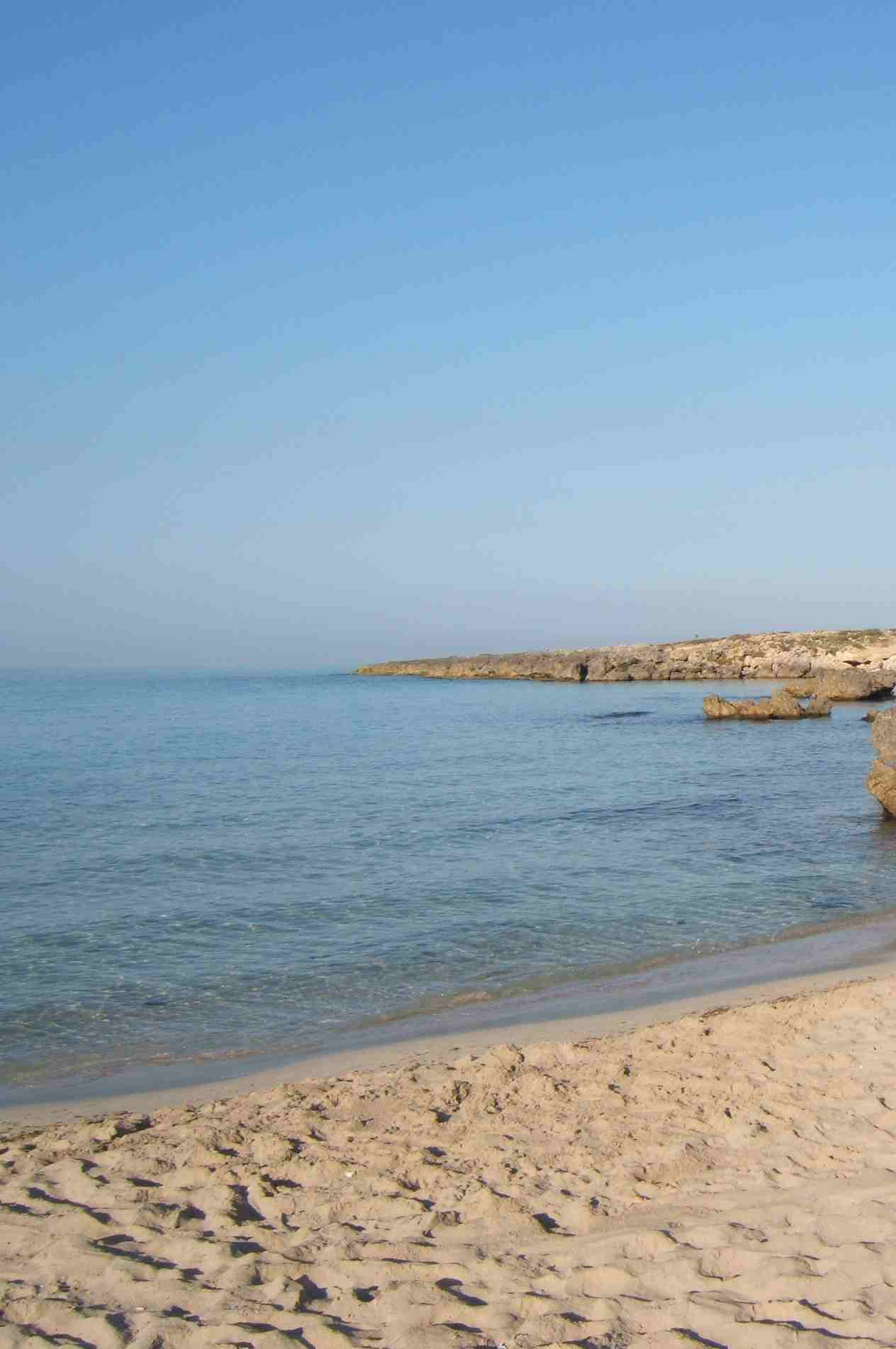
Località "Montedarena", Marina di Pulsano

Il 23% della popolazione di Pulsano si dedica al settore dei servizi, grazie soprattutto alla vocazione turistica del territorio, il 22% al commercio, il 19,5% all'agricoltura, il 18,5% alle istituzioni, e il 17% all'industria (percentuale tra le più basse della provincia). Il reddito medio dichiarato è di 16340 €, inferiore alla media nazionale (18892 €) ma superiore a quella regionale (14770 €). Fra i rami economici prevale quello terziario, soprattutto per la vocazione turistica della città. Importanti anche le attività commerciali, sostenute da oltre 220 ditte e quasi 340 addetti. Nei servizi predominano quelli della ricettività (una quarantina).

### Agricoltura, allevamento e pesca
La campagna pulsanese è destinata principalmente alla coltivazione della vite, dell'ulivo e del grano. Si stima che la produzione di uva sia di circa 70 000 quintali e quella di olive di qualche migliaio di quintali. Vi sono alcuni frantoi oleari e tre cantine sociali, che assicurano una produzione di 20 000 ettolitri di vino. Nelle masserie sparse nelle campagne si allevano pecore, mucche e galline. La pesca è discretamente sviluppata, ma copre un ruolo marginale nell'economia cittadina.

### Industria
L'industria ricopre un ruolo poco rilevante nell'economia pulsanese. La zona industriale è situata in periferia sulla SP109 Pulsano - San Giorgio Jonico e ospita prevalentemente industrie locali. Si distinguono particolarmente i comparti agroalimentare, carpenteria metallica e lavorazione del legno.

### Turismo
Il turismo è la principale fonte economica, difatti La Regione Puglia ha inserito Pulsano nell'elenco dei Comuni ad economia prevalentemente turistica e Città d'Arte. Il Turismo soprattutto di tipo balneare ha fatto sì che la città balzasse alla notorietà. Conta su una pluralità di strutture ricettive che assicurano l'accoglienza di un flusso di 70 000 persone. Sono presenti un parco acquatico e locali notturni. L'offerta turistica conta su una Pro Loco, operante dal 1966, e su altre associazioni turistiche. Il turismo storico e religioso è in via di potenziamento. È, con Castellaneta, il principale comune della Provincia di Taranto (dopo il capoluogo) per strutture ricettive.

## Infrastrutture trasporti e mobilità
• Il centro di Pulsano è attraversato da un'arteria principale Nord-Sud denominata Via Costantinopoli, parte iniziale della Strada Provinciale n.109. L'arteria collega il comune con la vicina cittadina di San Giorgio Jonico. Su di essa si affacciano i principali e antichi edifici cittadini, alcuni locali commerciali, e una parte considerevole della vecchia e della nuova zona industriale, percorrendola in direzione Nord. Si tratta di una strada di soli 10 km a doppio senso di circolazione,  presenta traffico leggero o pesante verso il paese e verso la marina, per questo è considerata di notevole pericolosità.
• Un asse urbano perpendicolare alla SP109 (via Umberto I) si diparte adiacente al Castello ed è anch'esso dotato di vari locali commerciali. Essa rappresenta in realtà la parte iniziale della Strada Provinciale n.112 per Lizzano, in direzione Est. Anche questa strada, seppure in misura minore, presenta livelli di pedaggio rilevanti, dunque, si investono particolari attenzioni alla pianificazione strategica e amministrativa.
• Un'altra strada importante è la Provinciale Pulsano-Leporano, via di collegamento tradizionalmente usata per raggiungere il centro di Taranto. Servita anche dagli autobus di linea della compagnia di trasporti pubblici CTP.
• Ultima direttrice degna di menzione è la via per il mare. Parte dalla centrale via Vittorio Veneto e raggiunge la Litoranea Salentina attraversando il Bosco Caggioni (Strada Provinciale 121).
• Negli anni sessanta è stata realizzata in corrispondenza del Campo Sportivo una bretella comunale che collega la SP121 alla Litoranea Salentina presso la spiaggia "Le Canne", notevolmente utilizzata nel periodo estivo.
• Nel territorio della Marina di Pulsano, l'arteria principale è senza dubbio la SP100 Litoranea Salentina, denominata Viale dei Micenei all'interno del centro abitato. Tale arteria, costruita sul finire degli anni '50, ha ridisegnato l'intero profilo ambientale del territorio costiero jonico orientale, da Taranto a Leuca. Pur a scapito del patrimonio di dune e macchie dunali, oggi in gran parte perdute. La sua realizzazione tuttavia ha favorito l'incremento della residenzialità,del turismo e delle comunicazioni, soprattutto, molto elevate nel periodo estivo. Oltre a fungere da collegamento per molti comuni costieri, l'arteria si occupa di smistare il traffico locale della marina di Pulsano, spesso congestionato, durante le vacanze.
• Il Piano regionale delle infrastrutture ha da tempo definito un progetto di rete infrastrutturale alternativo, che permette la penetrazione alle località costiere,con assi che si dipartono dal sistema di collegamento viario interno e su di esso ritornano, interrompendo la continuità di supporto veicolare della litoranea salentina. In particolare, una variante alla Litoranea Salentina, nota come strada Taranto-Avetrana, è in via di costruzione, permettendo alla vecchia litoranea di divenire pedo-ciclabile, con grande beneficio per la riqualificazione della costa.  Peraltro la ristrutturazione della Litoranea Salentina è legata non solo alle vicissitudini finanziarie della Taranto-Avetrana, ma piuttosto alla previsione di nuove infrastrutture portuali a stretto ridosso della sede stradale, che potrebbero nell'immediato futuro incidere sull'efficacia del progetto di ristrutturazione.

### Aviosuperfici
Sulla provinciale Pulsano-Lizzano, in località Monticchio, vi è un'aviosuperficie. Inoltre, all'interno del terreno del Municipio è sita una piccola piattaforma per l'atterraggio di elicotteri.

### Idrovie
Il comune di Pulsano è capofila di un raggruppamento di comuni per la realizzazione di un servizio idrovie che permetterà di effettuare un giro turistico lungo la costa orientale della provincia, sino a Campomarino di Maruggio con approdi in tutte le principali località, inclusa la Marina di Pulsano.

## Amministrazione
Il comune di Pulsano è membro dell'Unione di comuni "Terre del Mare e del Sole" assieme ai comuni di Leporano, Fragagnano, Lizzano, Torricella, Maruggio ed Avetrana.
Di seguito è presentata una tabella relativa alle amministrazioni che si sono succedute in questo comune.
| Periodo          | Periodo          | Primo cittadino        | Partito                                                        | Carica              | Note   |
| ---------------- | ---------------- | ---------------------- | -------------------------------------------------------------- | ------------------- | ------ |
| 13 ottobre 1988  | 26 novembre 1990 | Domenico Marrulli      | Democrazia Cristiana                                           | Sindaco             | [ 50 ] |
| 26 novembre 1990 | 14 marzo 1992    | Pasquale Aldo Menna    | Partito Democratico della Sinistra, Partito Comunista Italiano | Sindaco             | [ 50 ] |
| 14 marzo 1992    | 7 giugno 1993    | Luigi Bisignano        | Partito Socialista Italiano                                    | Sindaco             | [ 50 ] |
| 7 giugno 1993    | 28 aprile 1997   | Pietro Galeandro       | Partito Democratico della Sinistra                             | Sindaco             | [ 50 ] |
| 28 aprile 1997   | 14 maggio 2001   | Luigi Laterza          | Polo per le Libertà                                            | Sindaco             | [ 50 ] |
| 15 maggio 2001   | 30 maggio 2006   | Luigi Laterza          | centro-destra                                                  | Sindaco             | [ 50 ] |
| 30 maggio 2006   | 21 maggio 2007   | Cataldo Ettore Guzzone | centro-sinistra                                                | Sindaco             | [ 50 ] |
| 21 maggio 2007   | 15 aprile 2008   | Carlo Sessa            |                                                                | Comm. straordinario | [ 50 ] |
| 15 aprile 2008   | 28 maggio 2013   | Giuseppe Ecclesia      | lista civica                                                   | Sindaco             | [ 50 ] |
| 13 giugno 2013   | 10 giugno 2018   | Giuseppe Ecclesia      | Il Popolo della Libertà                                        | Sindaco             | [ 50 ] |
| 10 giugno 2018   | 16 marzo 2022    | Francesco Lupoli       | lista civica                                                   | Sindaco             | [ 50 ] |
| 20 aprile 2022   | 15 maggio 2023   | Rosa Maria Padovano    |                                                                | Comm. straordinario |        |
| 15 maggio 2023   | in carica        | Pietro D'Alfonso       | lista civica                                                   | Sindaco             | [ 50 ] |

## Sport
I colori della città sono l'azzurro e il giallo: le divise delle società sportive pulsanesi, infatti, sono azzurre (con rifiniture bianche) o, raramente, gialle (con rifiniture nere per simboleggiare l'ape presente sullo stemma comunale). Lo sport più rappresentativo è la pallavolo, grazie alla quale Pulsano ha avuto risalto nazionale, arrivando a disputare per diverse stagioni la 3ª serie nazionale.

### Discipline
PallavoloIl Club degli Amatori Volley Pulsano ("Vibrotek Volley Pulsano" per il nome dello sponsor principale) ha disputato, nella stagione 2013-14, il campionato nazionale di Serie B1 (la 3ª serie, dopo A1 e A2) terminando al 4º posto, ad un passo dai playoff per la Serie A2, prima di cambiare denominazione trasferendosi in altri comuni. Tale risultato rappresenta il miglior risultato nella storia della pallavolo pulsanese. In passato Pulsano aveva già potuto vantare per diversi anni una squadra in Serie B1 (la vecchia Amatori Volley Pulsano, fondata nel 1967), dal 1995 al 2001; in questo periodo il miglior piazzamento è stato rappresentato dal 6º posto ottenuto nella stagione 1997-98. Inoltre nel 2013 è nata una nuova società (che attualmente opera solo a livello giovanile) che ha ripreso tale storica denominazione.
PallacanestroLa formazione maschile CS Don Franco Limongelli Pulsano, nata nel 1988, è arrivata a disputare il campionato di Serie B e nel 1994-1995 ha vinto il campionato nazionale giovanile allievi. La formazione femminile GS Pallacanestro Pulsano ha anch'essa raggiunto in passato la Serie B. Degna di nota è l'Amatori Basket Pulsano, squadra cestistica pulsanese prima della suddetta Limongelli, dal 1969 al 1992. Ha operato sul territorio anche la New Basket Pulsano e, nel 2012, è nata la Fortitudo Basket Pulsano.
CalcioLa più importante società pulsanese è stata il Fibal Pulsano che nel campionato 2008-09 dopo aver conquistato la Coppa Puglia è stata ridenominata ASD Leporano e si è trasferita nel vicino comune per problemi di agibilità del campo sportivo Guida di Pulsano. Dal campionato 2011/12 Pulsano ha avuto di nuovo una squadra di calcio, il Real Pulsano, che ha giocato dove giocava la già citata Fibal: in Prima Categoria. Il Real Pulsano, prima di ciò, si occupava solo di formazioni giovanili. Dopo la retrocessione il Real Pulsano ha disputato la stagione 2012-13 in Seconda Categoria e successivamente, dopo aver trovato un accordo con i Delfini Rossoblù di Taranto, ha giocato la stagione 2013-14 in Prima Categoria con la denominazione "Delfini Rossoblù Pulsano". Nel 2017, oltre le già citate esperienze calcistiche, nasce l'A.S.D Atletico Pulsano che si occupa prevalentemente di squadre giovanili.
Touch rugbyIn città ha sede il Leoni Ruggenti Pulsano, una delle 14 squadre iscritte alla Federazione Italiana Touch Rugby.
PugilatoÈ presente a Pulsano la Pugilistica Merico.
La spiaggia Montedarena è stata più volte sede di una tappa del campionato italiano di beach volley. Inoltre, sempre a Marina di Pulsano, ha avuto sede una tappa del Trofeo Tre Mari, importante torneo velico del Mezzogiorno. A Lido Silvana termina la "Coppa dei Micenei", trofeo velico partente da Taranto.
La quarta e ultima tappa del Giro di Puglia 1997, il 3 ottobre, partì da Pulsano e si concluse a Martina Franca con la vittoria di Sergio Barbero.

### Impianti
Tra gli impianti sportivi comunali vi è il palazzetto dello sport "Franco Alfarano - Davide Mandrillo" con annessa piscina comunale "Giuliano Musciacchio", il campo sportivo "Franco Guida" con pista di atletica, il "Pallone Tensostatico", una pista di go-kart e strutture minori.

## Galleria d'immagini

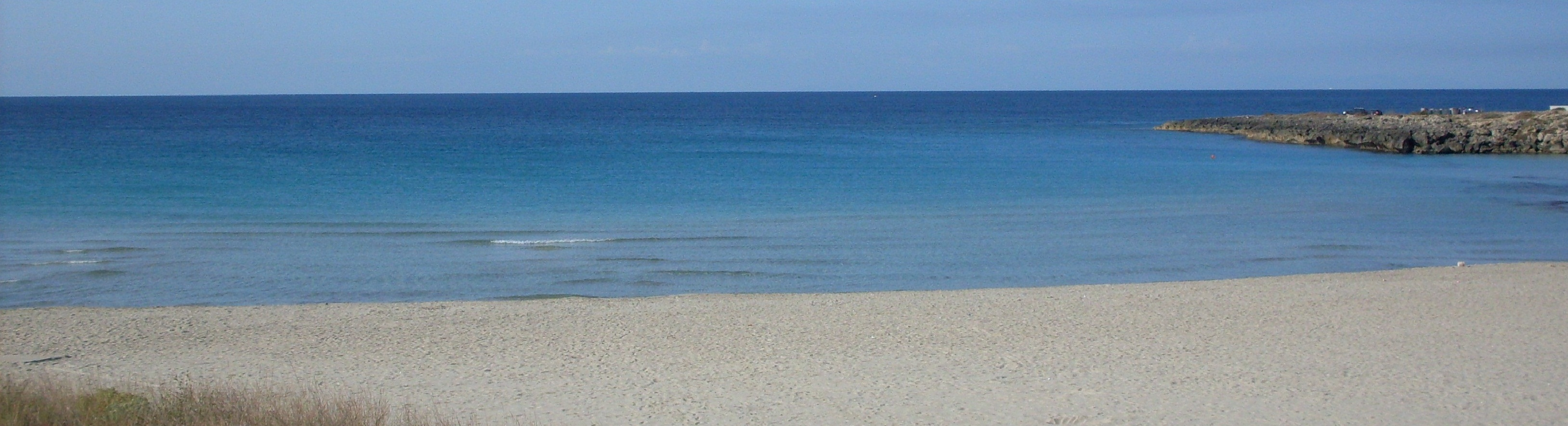
Scorcio della spiaggia di Montedarena, Litoranea Salentina, Marina di Pulsano